# Adhesión de Polonia en la Unión Europea
Polonia fue uno de los candidatos pendientes más importantes de la ampliación de la Unión Europea que se produjo el 1 de mayo de 2004. Ese día fue uno de los más importante en la historia de la Unión Europea, en la conocida como Ampliación al Este de Europa. La UE incorporó 10 nuevos miembros: República Checa, Chipre, Eslovaquia, Eslovenia, Estonia, Hungría, Letonia, Lituania, Malta y Polonia.

## Camino hacia la UE
El 4 de junio de 1989 los polacos celebraron la victoria del partido Solidaridad. Dicha victoria dio inicio una nueva época conocida como la Tercera República, una época de cambios políticos y económicos. El 19 de septiembre de 1989 Polonia firmaba el Convenio sobre Comercio y Cooperación Económica entre Polonia y la Comunidad Económica Europea. Este acuerdo tuvo un gran significado para las futuras negociaciones sobre la incorporación de Polonia a la UE.
Al inicio de su camino como aspirante a la ampliación de la UE, Polonia tenía que cumplir 3 tareas principales: democratización, económica e integración en la UE.
- Internas:
  - Democratización de las estructuras políticas del Estado
  - Introducción de la economía de mercado
- Externas:
  - Integración en la UE

El 16 de diciembre de 1991 Polonia firmó el Tratado Europeo entre Polonia y las Comunidades Europeas . Éste tratado asignó a Polonia una categoría de país asociado a las Comunidades Europeas (este tratado entró en vigor el 1 de febrero de 1994).
Posteriormente, el 21 y 22 de junio de 1993 , el Consejo Europeo estableció los criterios de Copenhague, cuyo objetivo fue crear las reglas de incorporación de los futuros miembros. Para adherirse a la UE, el candidato tenía que cumplir 3 criterios: 
- Criterio político: Los pretendientes tenían que crear instituciones capaces de garantizar la democracia, el Estado de derecho, el respeto de los derechos humanos y el respeto y protección de las minorías; ciudadanas.
- Criterio económico: La existencia de una economía de mercado que fuese capaz enfrentarse a la competencia y las fuerzas del mercado después de su adhesión a la UE
- Criterio del acervo comunitario: La capacidad para asumir las obligaciones conectadas con su incorporación en la UE, y sobre todo aceptar los asuntos claves de la unión política, económica y monetaria.

En los días 12 y 13 de diciembre de 1997 tuvo lugar la Cumbre de la Unión Europea en Luxemburgo : la Comisión Europea decidió a empezar el proceso de las negociaciones para llevar a cabo la quinta ampliación en la historia de la UE. Durante la Cumbre en Luxemburgo se determinaron qué países iban a formar parte del primer grupo de los invitados para la adhesión este grupo incluyó a Polonia.

### Negociaciones
Polonia empezó sus negociaciones el 31 de marzo de 1998 , aunque ya había declarado su voluntad de integración con la UE en 1994 .

Polonia inicia las negociaciones con la convicción de que su ingreso en la Unión Europea es la solución óptima. Hemos tomado esta decisión como Estado soberano basándonos en la unanimidad de las fuerzas políticas y un amplio apoyo social y con la convicción de que el ingreso de Polonia en la Unión Europea es del interés de toda Europa.
Declaración del Gobierno de la República de Polonia en la inauguración de las negociaciones

Las negociaciones acabaron con éxito el 13 de diciembre de 2002 en Copenhague. El 16 de abril de 2003 en Atenas fue firmado el Tratado sobre la Adhesión de Polonia y otros países candidatos a la UE.
Todo el proceso de incorporación de Polonia a la UE terminó con el referéndum que fue realizado en los días 7 y 8 de junio de 2003 con el porcentaje de participación equivalente a 58,85% y con el 77,45% de votos de apoyo para la adhesión de Polonia a la UE. Desde el 1 de mayo de 2004 Polonia es un miembro, de pleno derecho, de la UE.